# 六地蔵塔
六地蔵塔（ろくじぞうとう）は、主に戦国時代に盛んに造られた石塔で、側面に6体の地蔵像が彫られているという特徴がある。別名「笠塔婆」。灯籠型が多いが、それ以外の形の物もある。供養塔として街道に面して建てられた例が多い。九州に分布が集中している。

## 主な六地蔵塔

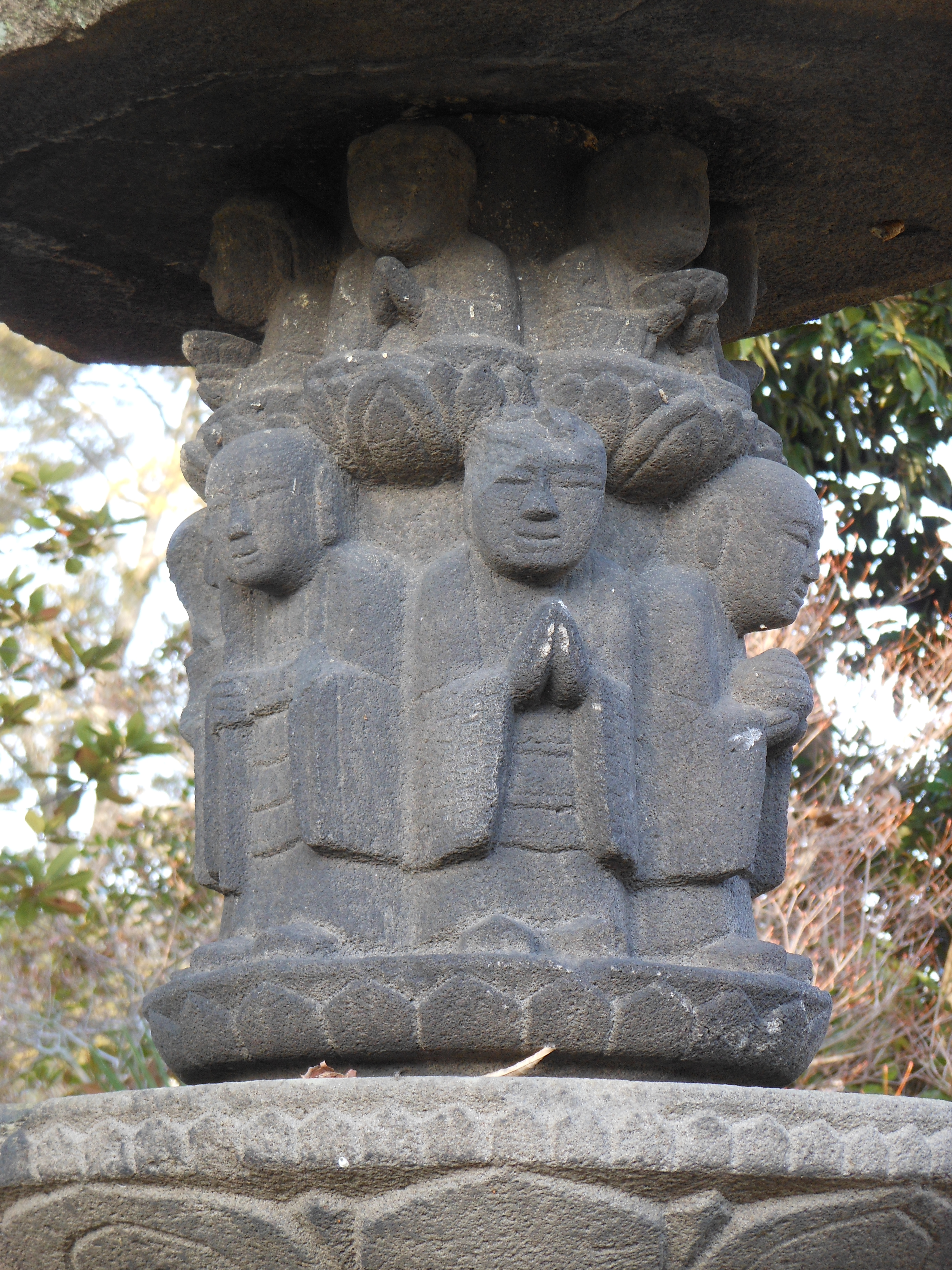
万部島の六地蔵（佐賀市）。下段に地蔵六体、その肩上に尊像尊六体が並ぶ六尊六地蔵塔形式。

- 鹿児島県南さつま市の仏教遺跡。詳細は六地蔵塔 (南さつま市)参照。
- 埼玉県神川町の仏教遺跡。「幸春院六地蔵塔」
- 鹿児島県南九州市の仏教遺跡。「耳原六地蔵塔」
- 宮崎県西都市にある伊東義益供養塔。「岩崎稲荷六地蔵塔」
- 宮崎県西都市の仏教遺跡。「川原田六地蔵塔」
- 宮崎県小林市の仏教遺跡。「六地蔵幢」
- 宮崎県小林市の仏教遺跡。「東栗巣野六地蔵幢」
- 宮崎県えびの市の仏教遺跡。木崎原の戦い古戦場跡にあり。
- 熊本県山都町の仏教遺跡。「大川六地蔵塔」
- 熊本市の仏教遺跡。「成道寺六地蔵塔」
- 長崎県松浦市の仏教遺跡。3基の六地蔵塔が建っている。「円成寺墓地六地蔵塔」
- 熊本県宇城市の仏教遺跡。「松合の六地蔵塔」